# Henri Moissan
Henri Moissan (París, 28 de septiembre de 1852 - París, 20 de febrero de 1907) fue un farmacéutico, químico y profesor universitario francés, premio Nobel de Química de 1906 por aislar el elemento flúor.

## Biografía
Nacido en el seno de una familia judía, estudió en el Collège de Meaux, en el Instituto de Agronomía de París y en el Instituto de Toxicología. Obtuvo su licenciatura en química en 1874 y su doctorado en esta misma ciencia en el año 1880 con una tesis sobre el cianógeno y sus reacciones para formar cianuro. Trabajó en el Museo de Historia Natural de París y en los laboratorios de Edmond Frémy. Fue profesor en la Escuela Superior de Farmacia desde 1879, llegando a impartir química y toxicología en 1886. Desde 1900 fue profesor de química en la Universidad de París. Ingresó en la Academia de Ciencias en 1891.

## Investigaciones científicas
Entre sus contribuciones científicas más notables, en 1886 consiguió aislar el flúor en forma de gas amarillento verdoso, por electrólisis de una solución de fluorhidrato potásico en ácido fluorhídrico anhidro. La existencia del flúor se conocía desde años antes, pero todos los intentos de obtenerlo habían fracasado, e incluso algunos investigadores habían muerto en el intento. 
También ideó un horno de arco capaz de alcanzar temperaturas de 4100 °C, que permite reducir los minerales de ciertos metales, como el uranio, cromo, wolframio, vanadio, manganeso, titanio y molibdeno. 
En 1893 dio a conocer su método de preparación de pequeños diamantes artificiales a partir de carbono disuelto en hierro fundido, lo que produjo una gran sensación. Sin embargo, cuando se trató de recrear el experimento, ningún científico –ni el propio Moissan– pudo obtener ni siquiera vestigios de diamantes. Hoy se cree que algún ayudante bromista colocó esas astillas de diamantes en la mezcla de hierro fundido. 
Fue uno de los primeros en realizar investigaciones acerca del calcio, descubierto en 1808 por Humphry Davy, consiguiendo una pureza del 99 % por la electrólisis del yoduro de calcio (CaI2).
En 1906 fue galardonado con el Premio Nobel de Química «por sus experimentos sobre el aislamiento del flúor».
Falleció súbitamente tras un ataque de apendicitis, poco después de regresar de Estocolmo tras haber recogido el Premio Nobel.

## Publicaciones
- Recherche sur l'isolement du fluor en línea
- Le Fluor et ses composés en línea
- Le Four électrique en línea
- Série du cyanogène (tesis) en línea

## Eponimia
- El cráter lunar Moissan lleva este nombre en su memoria.[4]

## Honores en filatelia
- Suecia emitió en 1966 un sello donde figura Henri Moissan en compañía de los otros dos premios Nobel de 1906.
- Correo de Francia emitió en 1986 un sello por el centenario del aislamiento del flúor[5] y, en 2006, otro sello para conmemorar el centenario del premio Nobel de Henri Moissan.[6]